# (58589) 1997 SF25
1997 أس أف 25 (ويعرف أيضًا باسم (58589) 1997 أس أف 25 وفق تسمية الكوكب الصغير) (بالإنجليزية: 1997 SF25)‏ هو كويكب ضمن حزام الكويكبات؛ وترتيبه 58589 من حيث الاكتشاف.
اكتُشف هذا الجُرم الفلكي بواسطة تاكيشي أوراتا ‏ في 29 سبتمبر 1997.

## وصلات خارجية
- (58589) 1997 SF25 في قاعدة بيانات مختبر الدفع النفاث لأجرام النظام الشمسي الصغيرة

- الاكتشاف · مخطط المدار ·  العناصر المدارية · المعلمات المادية

- (58589) 1997 SF25 على موقع ويكي سكاي: DSS2, SDSS, GALEX, IRAS, Hydrogen α, X-Ray, Astrophoto, Sky Map, Articles and images